# Diploptera nigrescens
Diploptera nigrescens es una especie de insecto blatodeo de la familia Blaberidae, subfamilia Diplopterinae.

## Distribución geográfica
Se pueden encontrar en Taiwán.